# Gare de Chichester
La gare de Chichester est une gare ferroviaire desservant la ville de Chichester au Royaume-Uni.